# Compute!
Compute! est un magazine mensuel américain, traitant de la programmation et du jeu vidéo sur ordinateur, publié entre 1979 et 1994. 

## Historique
L'origine de Compute! remonte au magazine PET Gazette de Len Lindsay, publié en 1978 et qui est un des premiers magazines à couvrir l’ordinateur Commodore PET. Dans les années 1980, le magazine se focalise principalement sur la publication de code sources permettant à ses lecteurs de programmer leurs propres jeux. Le magazine couvre alors 
de multiples plateformes dont le Commodore 64, l’Apple II, l’Atari et l’IBM PC. La ligne éditoriale du magazine change en 1988, ses rédacteurs annonçant qu’il ne leur est plus possible de créer des jeux pour autant de plateformes. Sa section programmation est alors remplacée par une section consacrée aux jeux vidéo commerciaux.